# Ābols upē
„Ābols upē“ е латвийски игрален филм от 1974 г., на режисьора Айварс Фрейманис. Премиерата на филма е на 1974 г. в Латвийска съветска социалистическа република.

## Актьорски състав
| Актьор           | Роля  |
| ---------------- | ----- |
| Иварс Калнинс    | Янка  |
| Аквелина Ливмане | Анита |